# FN SCAR
Pour les articles homonymes, voir Scar.
 (juillet 2023).
- Si vous ne connaissez pas le sujet, laissez ce bandeau (vous pouvez alors contacter les auteurs).
- Si vous supprimez le contenu mis en cause (vous pouvez préalablement contacter les auteurs),

argumentez précisément cette suppression dans la page de discussion
(un manque de référence n'est pas un argument ; une recherche réelle de référence doit avoir été effectuée, être formellement documentée).
Le FN SCAR (Special Operations Forces Combat Assault Rifle) est un fusil d'assaut de conception belge fabriqué par la FN Herstal.

## Caractéristiques
Le SCAR a été conçu pour répondre aux besoins spécifiques du United States Special Operations Command (USSOCOM), le commandement des opérations spéciales de l'armée américaine, auquel le XM8, qui devait devenir le fusil standard de l'armée américaine, ne convenait pas.
Le SOCOM souhaitait obtenir une arme qui puisse être fabriquée pour plusieurs calibres afin d'offrir à ses troupes un système d'armes d'un maniement identique simplifiant la maintenance et la logistique mais néanmoins parfaitement adapté aux différentes missions.
Le SCAR se présente en deux versions, le SCAR-L (pour light) appelé Mk-16 par les forces armées des États-Unis, chambré en 5,56 mm OTAN et le SCAR-H (pour heavy) (Mk-17) chambré en 7,62 × 51 mm OTAN.
Chacune de ces versions connaît des variations portant sur la longueur du canon :
- STD : Standard, canon de taille normale ;
- CQC : Close Quarters Combat, canon court améliorant la maniabilité, surtout utile en combat urbain ;
- LB : Long Barrel, canon long (18" en 5,56 et 20" en 7,62) développés pour l'USSOCOM mais actuellement retiré de la gamme.

Le SCAR-H existe aussi en version PR (Precision Rifle) (ou 20S, : dénomination US) disposant d'un pare-main et de rails plus longs. Il peut également être équipé d'une crosse de type tireur d'élite non pliable, il est alors désigné en version TPR (Tactical Precision Rifle). Le SCAR-HPR est équipé d'un canon de 20" ou 16" (gamme Law Enforcement)
La dernière version est le SCAR-L ou H MK2. Cette version comporte quelques améliorations telles que les anneaux de fixation de bretelle renforcés, la frette renforcée, le réglage du guidon revu, la sous-garde pouvant recevoir un enregistreur électronique de tirs, tenon d'armement courbé...
Il existe également une version SC (Subcompact Carbine) chambrée en 5,56 mm OTAN ou en .300BLK, à canon et pare-main raccourcis et disposant de plusieurs options de crosse.
Les SCAR-L ou H sont des armes modulaires, à verrouillage rotatif, tirant à culasse fermée, fonctionnant par emprunt de gaz en un point du canon, et piston à course réduite indépendant des pièces mobiles, refroidies par air et alimentées par chargeur. Le tenon d'armement peut-être installé à gauche ou à droite, le sélecteur de tir et l'arrêtoir de chargeur sont ambidextres ; par contre l'arrêtoir de glissière est uniquement placé à gauche.

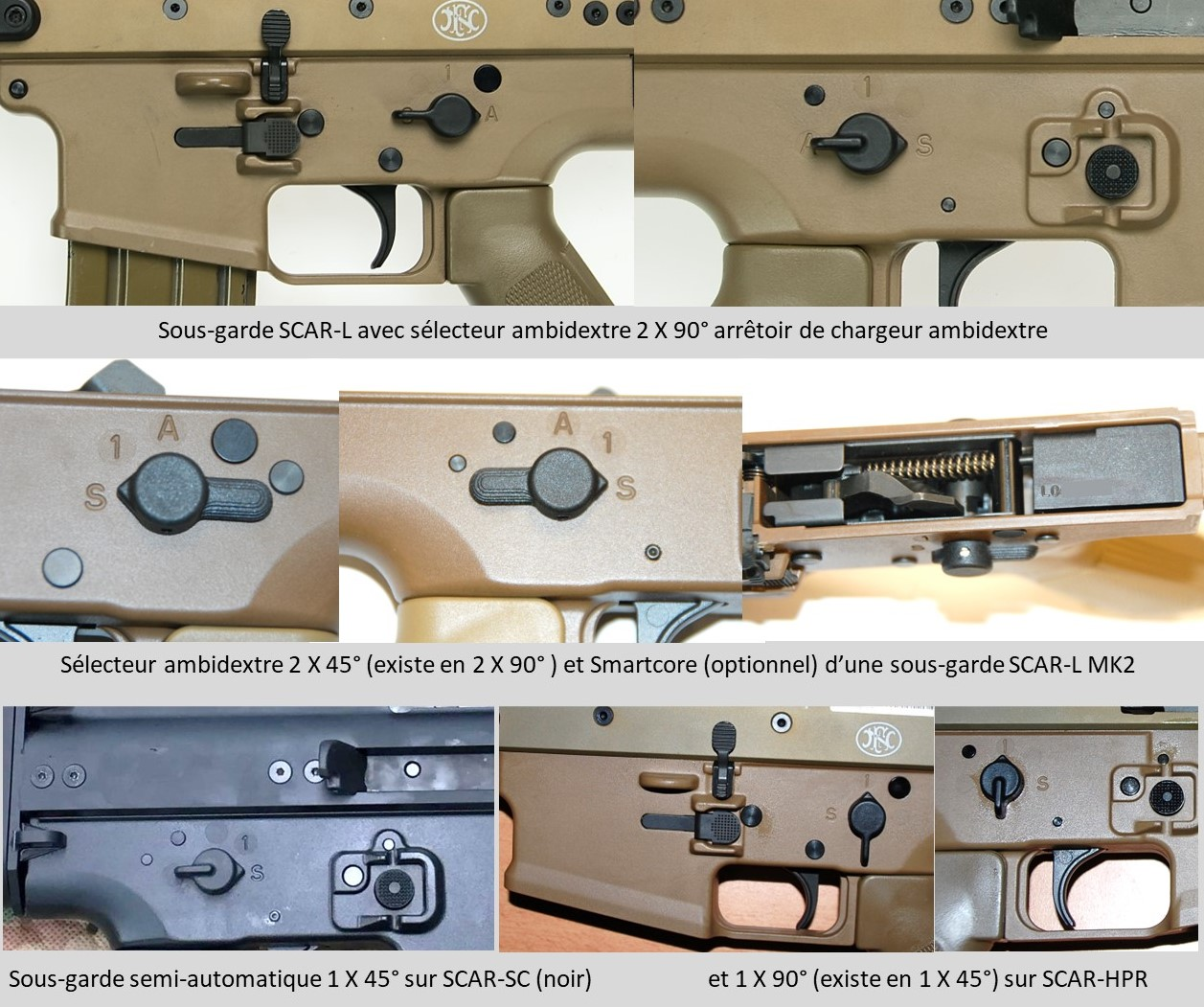

Vu que le SCAR a été conçu pour le marché de l'USSOCOM, l'ergonomie de la sous-garde est inspirée du M16. Les SCAR-L ou H peuvent être équipés d'une sous-garde semi-automatique (sélecteur de tir à 2 positions : S et 1) ou d'une sous-garde automatique (sélecteur de tir à 3 positions : S, 1 et A). Chacune de ces sous-gardes peut-être en version :
- US (modèle d'origine développé pour l'USSOCOM) : Impossibilité de placer le sélecteur sur S lorsque le chien est relâché (après avoir percuté).
- Européenne : Possibilité de placer le sélecteur sur S lorsque le chien est relâché (après avoir percuté).

Le mécanisme ressemble à celui de la FN FNC de la même entreprise avec quelques modifications facilitant le nettoyage, notamment le mécanisme de piston déjà présent sur le F2000. L'arme est notamment capable de tirer en sortant de l'eau. Elle résiste aussi à d'autres éléments (sable, boue…) pourvu que la culasse soit complètement verrouillée.
Le SCAR est équipé de quatre rails Picatinny (1 rail aluminium usiné sur toute la longueur de la carcasse, 1 rail acier inférieur fixé au canon et 2 rails latéraux plus petits), permettant de monter tout type de lunette, torche ou désignateur laser de type AN-PEQ par exemple.
Il est également doté d'une crosse en polymère réglable en longueur avec appui-joue à 2 positions et rabattable sur le côté de l'arme afin de pouvoir la stocker plus facilement.
Le FN SCAR peut être équipé d'un lance-grenades de 40 X 46 mm dénommé FN 40GL-L (ou H pour SCAR H), qui a l'avantage d'offrir une commande située sous la détente de la carabine. Ceci permet de l'utiliser sans avoir à changer la prise en main de l'arme. Ce lance-grenades est entièrement ambidextre, se fixe sur le rail Picatinny inférieur des SCAR-L et H et accepte les grenades longues, comme les éclairantes par exemple.
Cette arme est disponible en deux couleurs, noire ou FDE (Flat Dark Earth).

## Historique

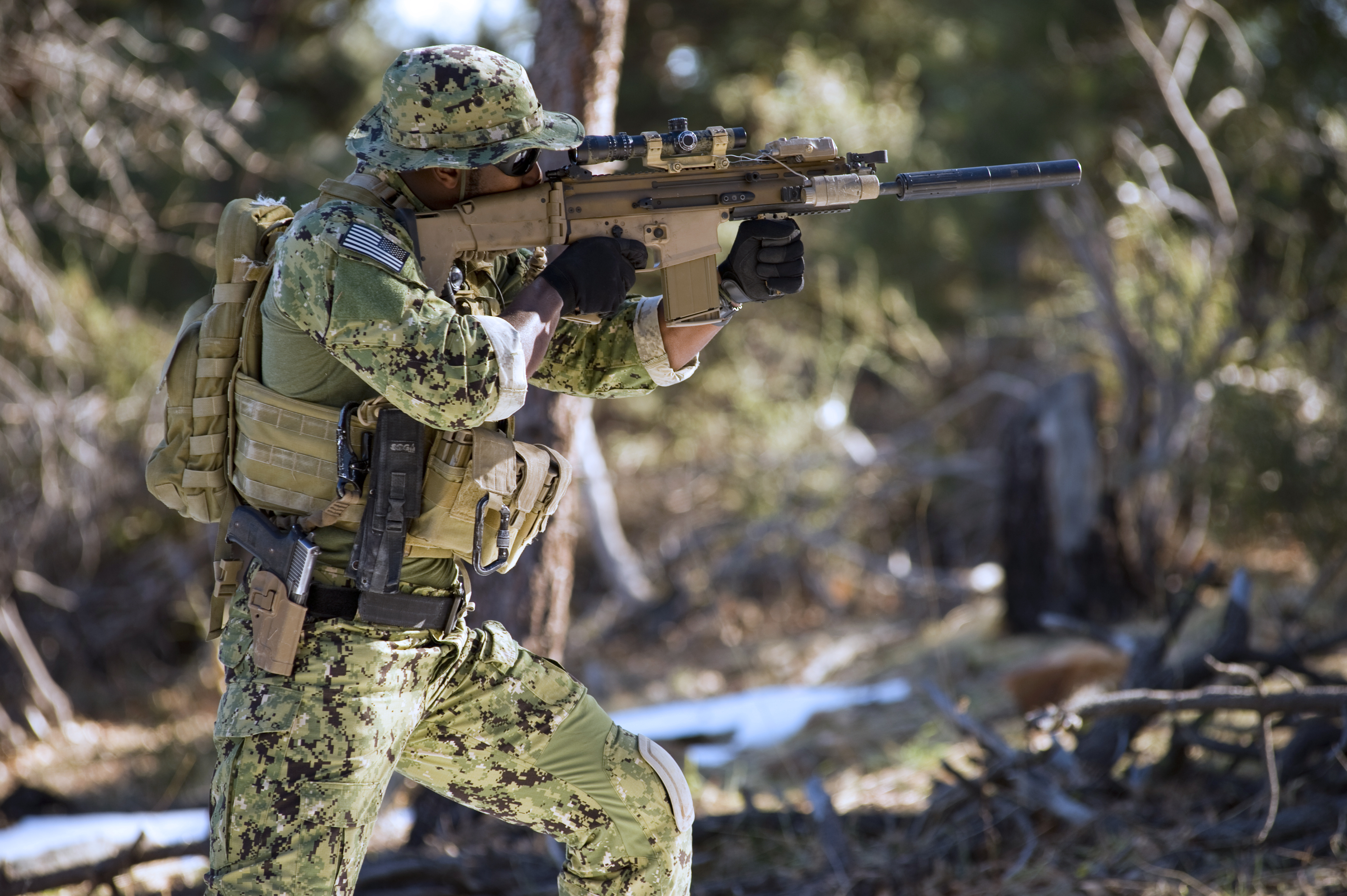
Un Navy SEAL équipé d'un FN SCAR-H (MK-17)

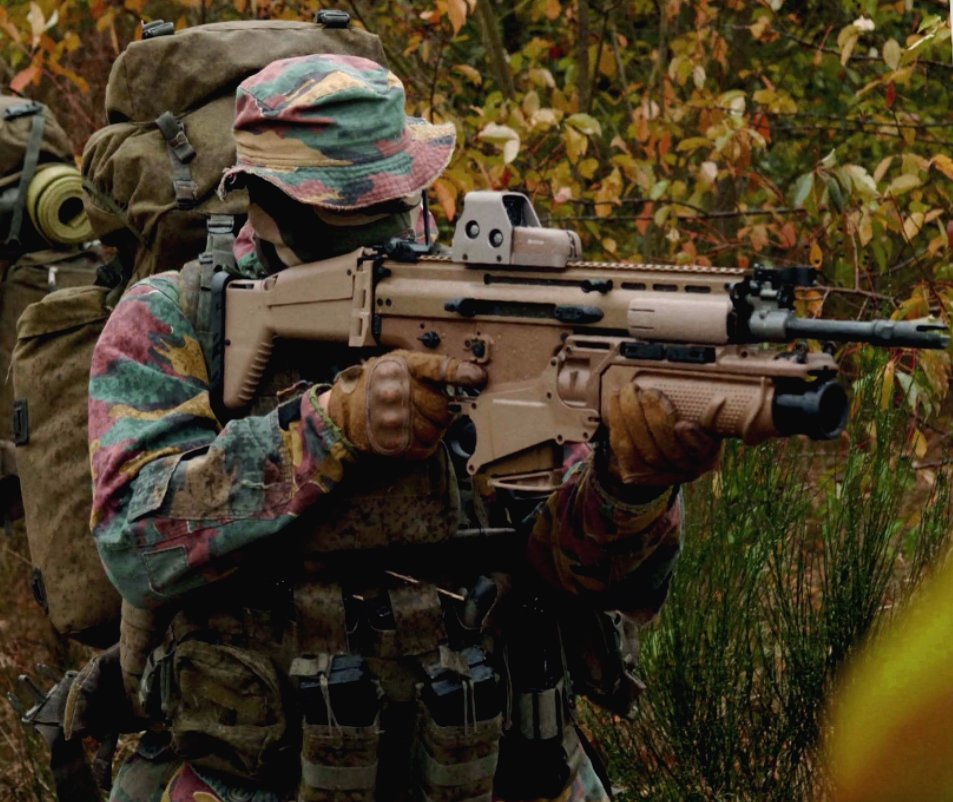
Soldat belge équipé d'un FN SCAR-H avec lance grenade de 40 mm FN 40GL

Reconnu pour sa modularité, sa fiabilité et sa précision, le FN SCAR occupe une place de choix sur le marché des armes militaires, particulièrement au sein des forces spéciales et des unités d'élite.
Sur le marché des armes civiles, le FN SCAR est considéré comme une arme de sport et de tir de haute qualité, très prisée des collectionneurs et des passionnés. Les versions civiles, telles que le SCAR 16S (5,56 × 45 mm) et le SCAR 17S (7,62 × 51 mm) sont des versions semi-automatique des modèles militaire les plaçant en catégorie B. 
Le SCAR est également connu pour son prix élevé, le positionnant dans le segment haut de gamme du marché civil. Malgré cela, sa réputation de fiabilité, de précision et son design reconnaissable assurent une demande constante parmi les tireur sportifs et les amateurs d'armes modernes. 
En 2010, Le SOCOM disposa de 850 Mk16 et 750 Mk17 reçus en grande partie par les SEAL. En juin 2010, on annonce qu'il renonce au Mk-16 calibre 5,56 mm et qu'il n'achètera en 2011 que des Mk-17 calibre 7,62 mm.
En juillet 2010, les policiers français du détachement de sécurité de l'ambassade de France en Afghanistan (appartenant à la Direction de la Coopération Internationale - D.C.I (anciennement S.C.T.I.P) - du ministère de l'intérieur, de l'outre-mer et des collectivités territoriales), se voient dotés de plusieurs Mk-17, devenant ainsi le deuxième utilisateur du SCAR en opération, derrière l'USSOCOM.
En 2012, le RAID a été doté du modèle SCAR-H.

## Utilisateurs

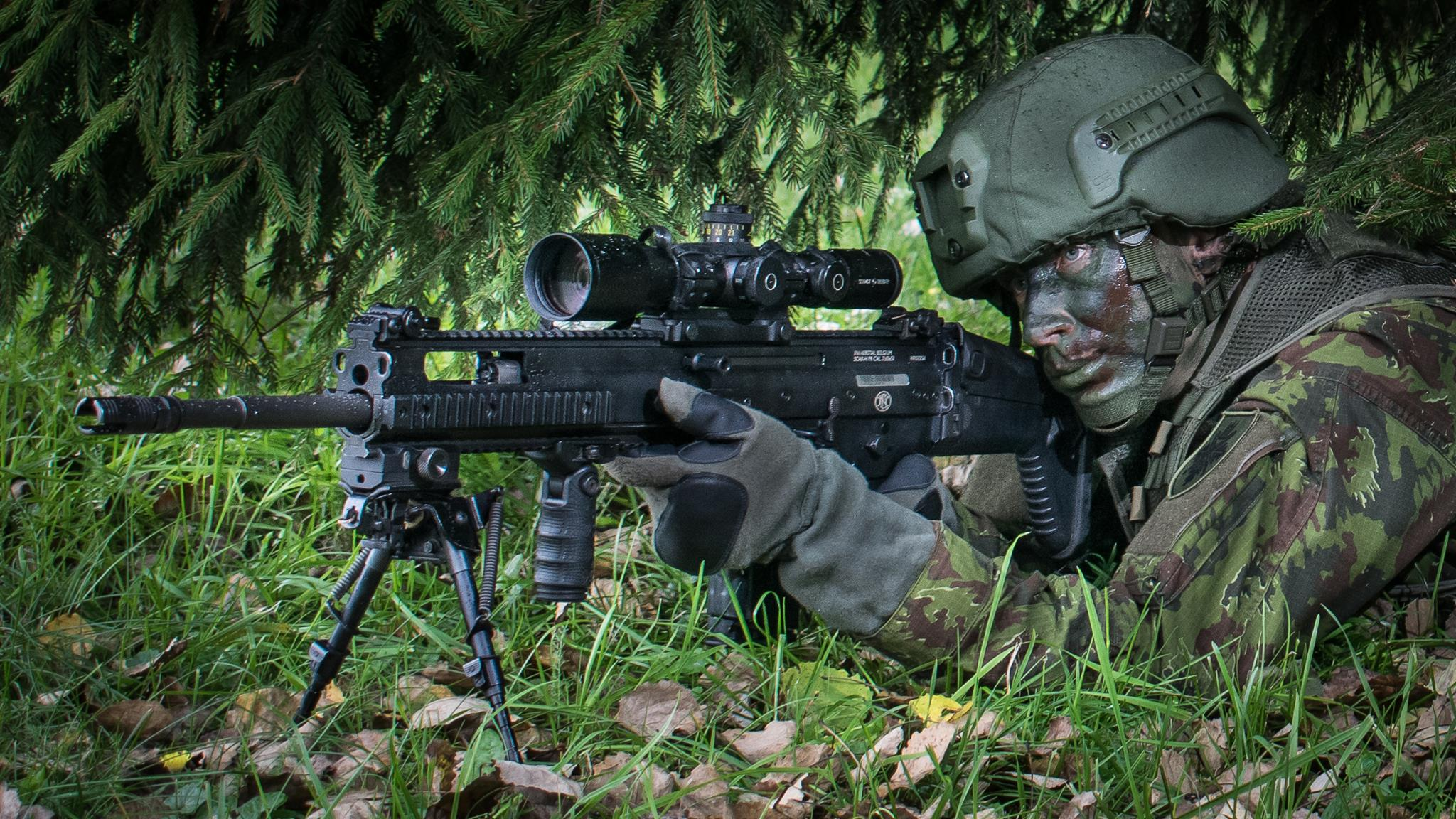
Un militaire lituanien armé d'un FN SCAR-H PR, fusil de précision calibre 7.62 mm

- Allemagne: Utilisé par des unités spéciales de la police.
- Belgique: Son coût unitaire est de 4 093 euros pour la version Light et 7 931 euros pour la version Heavy pour l'armée belge[9]. A noter que ces prix englobent l'arme, son optique, sa lampe tactique et tous les autres accessoires acquis.
  - Police: CGSU et certaines unités de la police locale et de la police fédérale.
  - Armée : 
    - Contrat 2012 : Special Forces Group, nageur de combat, tireur d'élite et toutes les unités de combat de la Composante Terre (force terrestre), ainsi que des Escadrilles Force Protection de la Composante Air (force aérienne)[10].
    - Contrat 2018 : Toutes les autres unités
- Brésil
- Chili: utilisé par le Corps des Marines chilien.
- États-Unis: utilisé par les Navy SEAL, l'USMC, le SWAT et d'autres unités.
- France: le RAID (version Heavy), le COS[11] (version Light), le groupement des commandos parachutistes (GCP) de la 11e brigade parachutiste et le Détachement de sécurité de l'ambassade de France en Afghanistan (version Heavy). En décembre 2019, il remporte le programme FPSA, en collaboration avec OIP Sensor Systems (en) (lunettes d'imagerie thermique), et devient le remplaçant du FR-F2 pour l’ensemble des forces françaises avec une commande de 2 610 Scar (version Heavy-PR)[12] avec munitions, 1 766 lunettes de précision (modules optroniques à intensification de lumière) et 1 096 d'imagerie thermique[13],[14]. Les derniers sont livrés le 25 janvier 2023[15].
- Italie
- Japon: Utilisé par les forces spéciales.

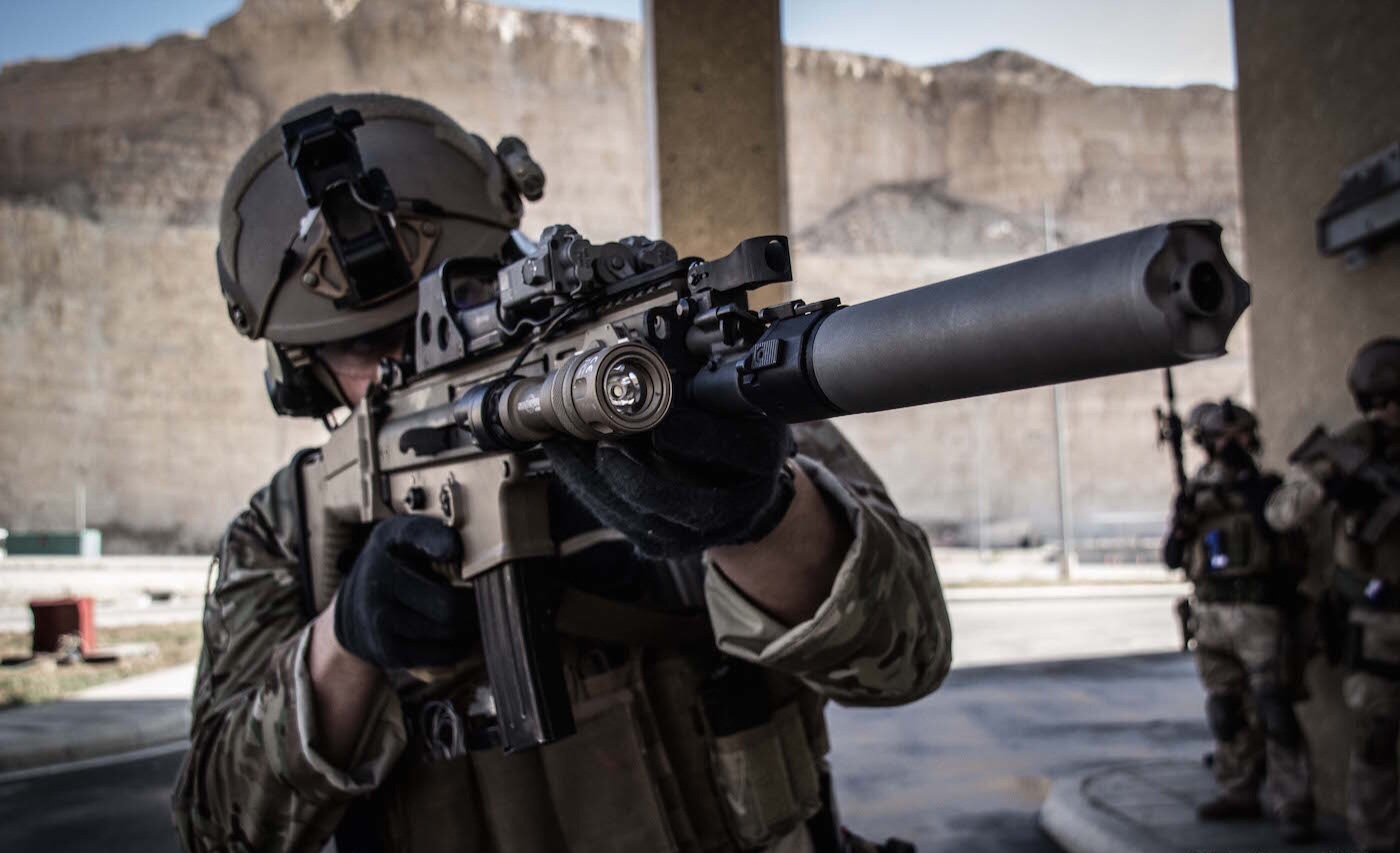
Soldat des forces spéciales belges équipé d'un FN SCAR-L de calibre 5,56 mm OTAN

- Lituanie
- Pologne
- Portugal

## Culture populaire
Connaissant une grande popularité, le FN SCAR a bénéficié d'une forte représentation dans diverses œuvres de la culture populaire.
L'arme à été déclinée sous forme de réplique airsoft.

### Jeux vidéos
- Fortnite
- Call of Duty: Modern Warfare 2 / Call of Duty: Modern Warfare / Call of Duty: Modern Warfare III
- Battlefield 3 / Battlefield 4
- PUBG: Battlegrounds
- Tom Clancy's Rainbow Six Siege
- Escape from Tarkov
- Far Cry 3 / Far Cry 4 / Far Cry 5

### Films
- Zero Dark Thirty
- Act of Valor
- Tyler Rake
- Sicario
- John Wick 2
- Expendables 3
- Army of the Dead
- La Planète des singes : L'Affrontement

### Bandes dessinées
- Black Lagoon
- Gunsmith Cats
- Jormungand